# Saint-Martin-de-Landelles
Saint-Martin-de-Landelles ist eine Ortschaft und eine Commune déléguée in der französischen Gemeinde Saint-Hilaire-du-Harcouët mit 1.096 Einwohners (Stand 1. Januar 2022) im Département Manche in der Region Normandie. Die Einwohner werden Landelais genannt.
Mit Wirkung vom 1. Januar 2016 wurden die früheren Gemeinden Saint-Martin-de-Landelles und Virey mit der Gemeinde Saint-Hilaire-du-Harcouët fusioniert und bilden seither eine Commune nouvelle gleichen Namens. Sie gehörte zum Arrondissement Avranches und zum Kanton Saint-Hilaire-du-Harcouët.

## Geografie
Saint-Martin-de-Landelles liegt etwa 63 Kilometer südlich von Saint-Lô. An der westlichen Grenze verläuft das Flüsschen Lair und mündet im Stausee Le Grand Lac in die Sélune.

## Sehenswürdigkeiten

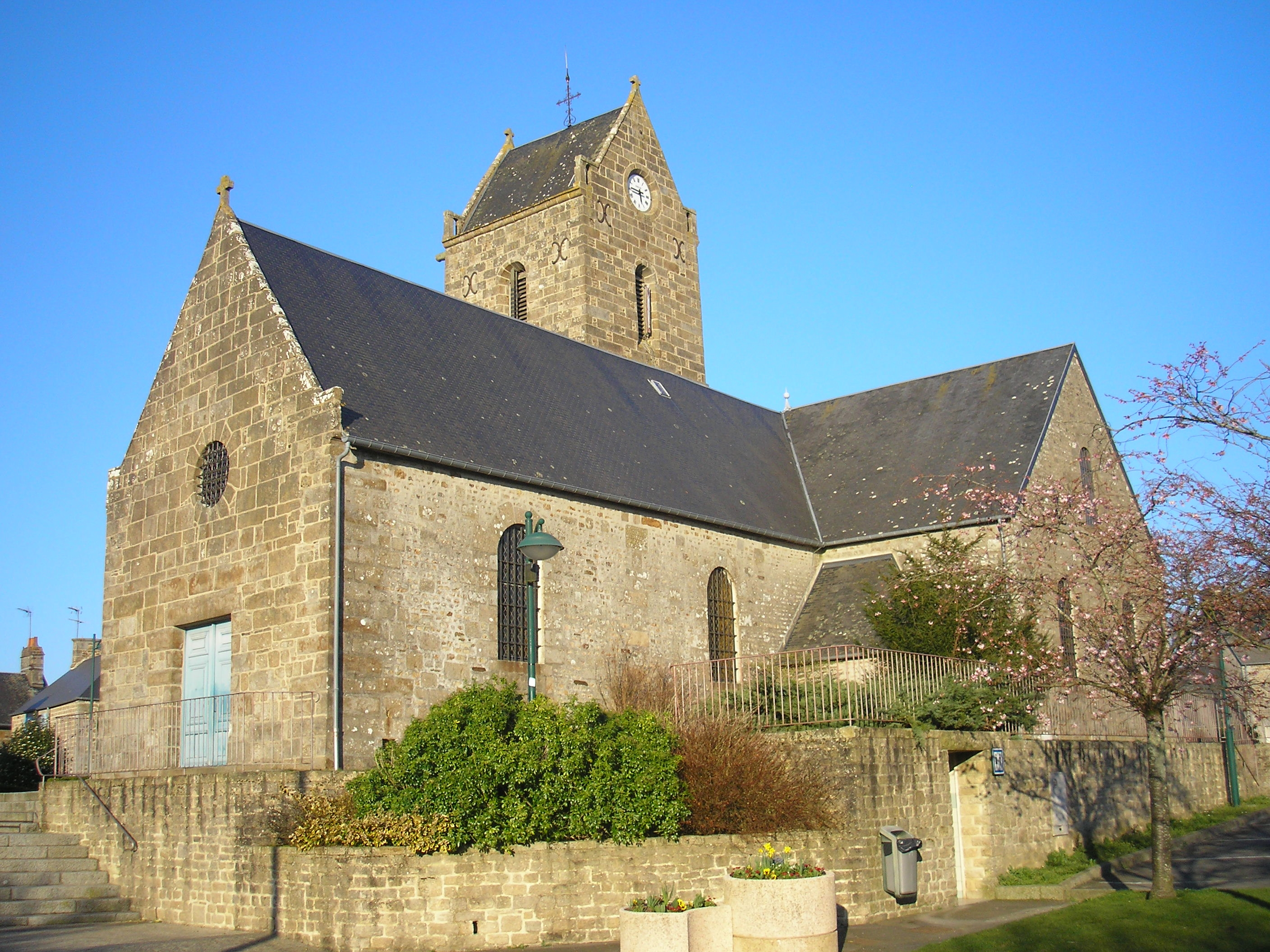
Kirche Saint-Martin

- Kirche Saint-Martin, Monument historique
- Park Ange-Michel
- Schloss und Kapelle